# Ekspresowa Obwodnica Lublina
Obwodnica Lublina – droga ekspresowa przebiegająca na zachód, północ i wschód od Lublina. Budowa jej północnej i wschodniej części była planowana od 2005, miała miejsce w latach 2011–2014 i odbywała się w ramach budowy drogi ekspresowej S12/S17. Zachodnia część obwodnicy planowana od 1998, została wybudowana w latach 2014–2016 jako fragment drogi ekspresowej S19. Istnieją koncepcje budowy odcinka południowego, o klasie niższej niż droga ekspresowa.
Głównym zadaniem obwodnicy Lublina jest wyprowadzenie ruchu tranzytowego z centrum miasta, który w 2014 oceniano na 20% ruchu miejskiego, w tym na 50% ruchu wjazdowego od strony Warszawy. Ma ona stworzyć lepsze warunki do rozwoju inwestycji, komunikacji miejskiej i ruchu rowerowego. Jest jedną z trzech obwodnic na terenie Lublina, obok śródmiejskiej i miejskiej.

## Przebieg

### Informacje ogólne

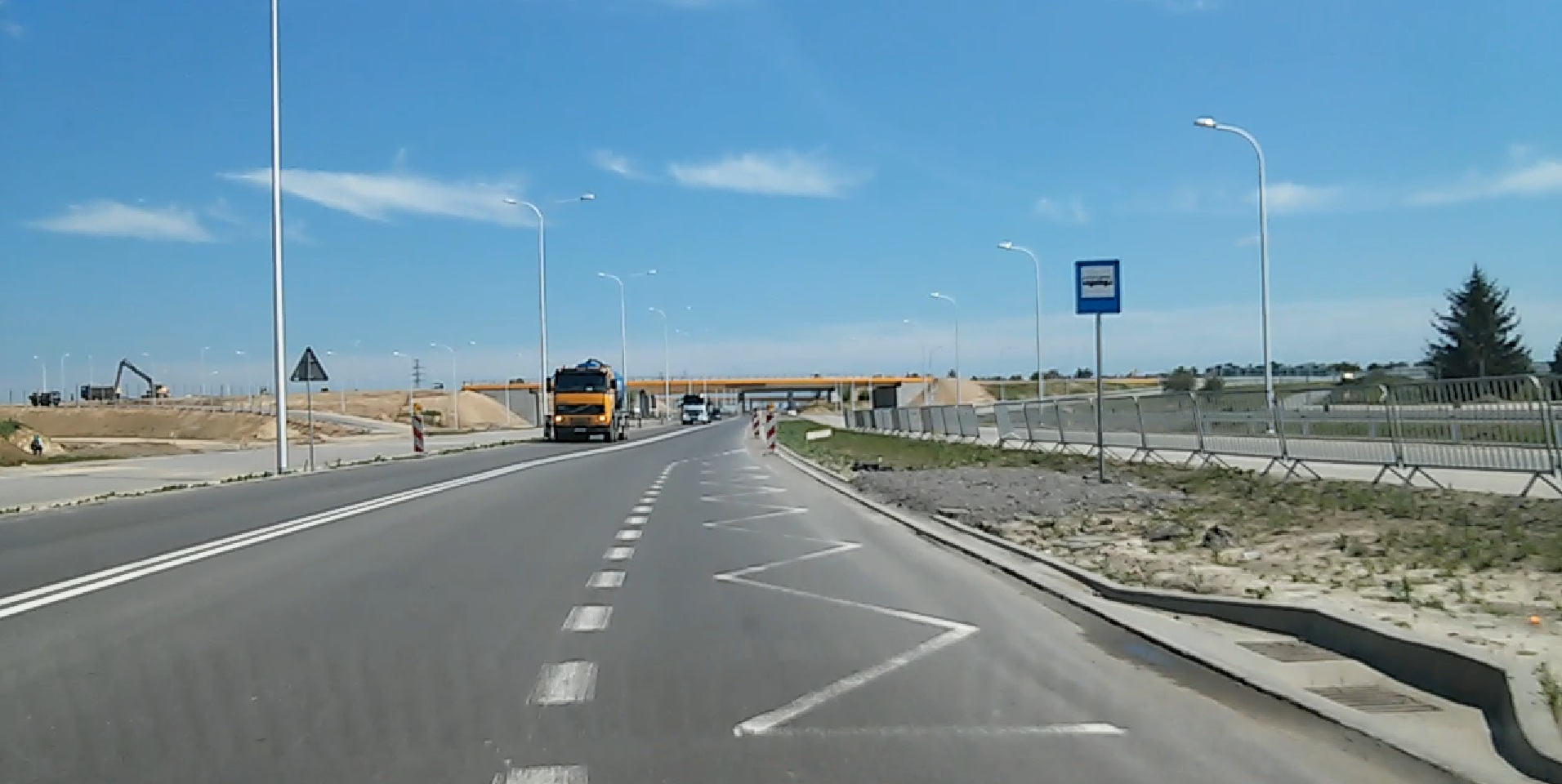
Budowa obwodnicy, okolice Elizówki, maj 2014

Obwodnica Lublina stanowi odcinek trzech dróg ekspresowych:
- kierunek północ – południe: droga ekspresowa S19 – Kuźnica – Białystok – Lublin – Rzeszów – Barwinek;
- kierunek północny zachód – południowy wschód: droga ekspresowa S17 – (Warszawa) – Zakręt – Lublin – Zamość – Hrebenne – (Lwów);
- kierunek zachód – wschód: droga ekspresowa S12 – Piotrków Trybunalski – Radom – Lublin – Chełm – Dorohusk.

Obwodnicę Lublina budowano w dwóch etapach: w pierwszej kolejności część północno-wschodnią (stanowiącą wspólny odcinek dróg S17 i S19), następnie część zachodnią (stanowiącej odcinek drogi S19). Trasa części północno-wschodniej rozpoczyna się na węźle „Lublin Sławinek” i kończy na węźle „Lublin Felin”. Trasa części zachodniej wiedzie od węzła „Lublin Sławinek” do węzła „Lublin Węglin”.

### Odcinek północny („Lublin Sławinek” – „Lublin Rudnik”)
Węzeł „Lublin Sławinek” w Dąbrowicy to bezkolizyjne skrzyżowanie wielopoziomowe, od którego odchodzą: w kierunku wschodnim odcinek obwodnicy Lublina w ciągu dróg S12, S17 i S19; w kierunku południowo-zachodnim odcinek obwodnicy w ciągu drogi S19 (w budowie); w kierunku południowo-wschodnim wlot do Lublina od strony Warszawy (aleją „Solidarności”).
Trasa odcinka do  węzła „Lublin Rudnik” w Elizówce przebiega na północ od granic Lublina, w relacji zachód-wschód. Tym fragmentem przebiegają jednym śladem trzy drogi ekspresowe: S12, S17 oraz S19. Na tym odcinku powstał węzeł „Lublin Czechów”, na którym znajduje się wlot do Lublina (drogą wojewódzką nr 809, ul. Bohaterów Września, Poligonowa). Węzeł „Lublin Rudnik” powstał na przecięciu obwodnicy z drogą krajową nr 19 i drogą wojewódzką nr 835, która stanowi wlot do Lublina od strony Białegostoku (al. Spółdzielczości Pracy). Długość tego odcinka to 10,2 km.

### Odcinek wschodni („Lublin Rudnik” – „Lublin Felin”)
Odcinek do węzła „Lublin Felin” w Świdniku. Od węzła „Lublin Rudnik” obwodnica biegnie w kierunku południowo-wschodnim poprzez estakadę nad doliną Bystrzycy do węzła „Lublin Tatary”, gdzie znajduje się wlot do Lublina (drogą krajową nr 82, ul. Turystyczna). Następnie biegnie w kierunku południowym (na wschód od miasta) przez węzeł „Lublin Zadębie” (na którym łączy się z drogą wojewódzką nr 822 – ul. Metalurgiczną i dojazdem do Portu Lotniczego Lublin) do węzła „Lublin Felin”, gdzie łączy się z odcinkiem S12/S17 Lublin – Piaski. Długość tego odcinka obwodnicy to 12,8 km.

### Odcinek zachodni („Lublin Sławinek” – „Lublin Węglin”)
Odcinek od węzła „Lublin Sławinek” w Dąbrowicy do węzła „Lublin Węglin” w ciągu drogi ekspresowej nr S19. Fragment ten jest zlokalizowany na zachód od granic miasta. Powstał na nim węzeł „Lublin Szerokie”, na którym znajduje się wlot do Lublina (drogą wojewódzką nr 830, ul. Nałęczowską). Węzeł „Lublin Węglin” łączy drogę krajową nr 19 w kierunku Rzeszowa oraz drogę wojewódzką nr 747 i nowy wlot do Lublina drogą wojewódzką nr 809 (al. Kraśnicka). Długość tego odcinka obwodnicy to 9,8 km.
Od lat 90. mieszkańcy pobliskich miejscowości przedstawiali wiele wątpliwości co do przebiegu tego odcinka. Był więc on realizowany w drugiej kolejności. 29 października 2014 podpisano umowę na budowę zachodniej obwodnicy Lublina, odcinka o długości 9,8 km.

### Koncepcja obwodnicy południowej
W 2005 Edward Partyka, autor przebiegu niektórych odcinków obwodnicy, zwrócił uwagę, że na skutek domknięcia obwodnicy miejskiej oraz w związku z urbanizacją południowej części Lublina znacznie wzrośnie ruch w rejonie wlotu od strony al. Kraśnickiej. Ponadto – jego zdaniem – brakuje dogodnego połączenia dla komunikacji między drogami S19 i S12/17 oraz drogami wojewódzkimi nr 747 i 835, które nie biegłoby ulicami miejskimi. W publikacji z roku 2013 wraz z Jerzym Kaliszukiem i Radosławem Palonką wskazał, że południowa obwodnica Lublina zastąpiłaby planowany zachodni odcinek Trasy Zielonej i skróciłaby dojazd do portu lotniczego Lublin.
Inżynierowie przedstawili dwa warianty przebiegu obwodnicy południowej: na północ (wariant bardziej korzystny) lub na południe od Zalewu Zemborzyckiego i Dąbrowy. Według pierwszego wariantu południowa obwodnica łączyłaby węzły „Lublin Węglin” i „Lublin Felin”, biegła wzdłuż granicy miasta na południe od Starego Gaju, dalej w rejonie ul. Żeglarskiej i przedłużenia ul. Grygowej. Wariant drugi zakłada budowę nowych węzłów na drogach ekspresowych: na S19 w rejonie Strzeszkowic i na S12/S17 w Świdniku. Obwodnica południowa biegłaby trasą dwujezdniową o klasie G lub wyższej.
Koncepcja uwzględniająca pierwszy wariant przebiegu (o długości 15–18 km) i klasę drogi G pojawiła się w 2016 w trakcie opracowywania SUiKZP Lublina. Ogłoszono, że droga ta nie miałaby służyć ruchowi tranzytowemu, lecz lokalnemu. Byłaby także przedłużeniem drogi wojewódzkiej nr 747. Klasa G umożliwiałaby zbudowanie chodników, dróg rowerowych i jednopoziomowych skrzyżowań z okolicznymi drogami. Inwestycja miałaby zostać sfinansowana z funduszy unijnych na lata 2021–2027. W tym czasie GDDKiA w Lublinie stwierdziła, że plan domknięcia obwodnicy Lublina nie znajduje się w jej planach, ponieważ taka droga nie wyprowadzałaby ruchu tranzytowego z Lublina.

## Infrastruktura
Obwodnicę Lublina zbudowano jako drogę ekspresową klasy S, do której dostęp jest możliwy wyłącznie poprzez węzły drogowe (bezkolizyjne skrzyżowania dwupoziomowe). Zapewnią one powiązania dróg niższych kategorii, zbierających ruch z terenów przyległych do drogi ekspresowej, a drogi dojazdowe obsługujące ruch lokalny, w powiązaniu z drogami istniejącymi wcześniej oraz nowymi przejazdami (pod lub nad obwodnicą), tworzą nowy układ komunikacyjny. Ruch lokalny na obwodnicy porusza się po drogach serwisowych, a rolnicy co kilkaset metrów mają do dyspozycji tunele, którymi mogą dojechać do pól.
Obwodnica ma dwie jezdnie po dwa lub trzy pasy ruchu, rozdzielone pasem zieleni. Na całym przebiegu pozostaje rezerwa ziemi, aby można było dołożyć po jednym pasie ruchu w każdym kierunku. Każdy pas ma 3,5 metra szerokości, kierowcy mają także do dyspozycji pas awaryjny szerokości 2,5 metra. Między jezdniami jest 4–5-metrowy pas rozdzielający, w tym opaski bezpieczeństwa.
Zwierzęta mogą przechodzić pod drogą przepustami. W pobliżu węzła „Lublin Węglin” wybudowano nadziemne przejście dla dzikich zwierząt przypominające las, będące pierwszą tego typu konstrukcją na Lubelszczyźnie.

## Wykonanie inwestycji

### Odcinki północny i wschodni
Budowa drogi ekspresowej S17, stanowiącej część północno-wschodnią obwodnicy, była ujęta w Programie Budowy Dróg Krajowych na lata 2008–2012, w Programie Operacyjnym Infrastruktura i Środowisko na lata 2007–2013 i w Programie Budowy Dróg Krajowych na lata 2011–2015. W skład inwestycji weszły również budowa odcinka Kurów-Zachód (koło Kurowa) – Lublin oraz przebudowa odcinka Lublin – Piaski do standardu drogi ekspresowej, która łączy się z ekspresową obwodnicą Piask. Realizacja projektu ruszyła w 2011. Na całość inwestycji przeznaczono ok. 3 mld złotych z funduszy Unii Europejskiej, a udział własny polskiego rządu to ok. 450 mln zł.
11 października 2011 GDDKiA wybrała ofertę na budowę tego odcinka drogi S17. Odcinek „Lublin Rudnik” – „Lublin Felin” miał zostać zrealizowany za 629 mln zł, a odcinek „Lublin Sławinek” i „Lublin Rudnik” – za 474 mln zł. Prace na północno-wschodnim odcinku obwodnicy Lublina miały trwać do 2013. Oddano go do użytku w 2014.
Północno-wschodni odcinek obwodnicy odciążył o 20–30% ruch miejski, głównie na al. Tysiąclecia, tzw. trasie W-Z. Jest to korzystna zmiana także z perspektywy konserwacji zabytków na wzgórzu zamkowym. Przejazd tym odcinkiem trwa ok. 11 minut.

### Odcinek zachodni
Zachodnia część obwodnicy ma dłuższą historię. Wykonanie pierwszych planów zlecono w 1998. Opublikowano je w 2001, następnie do 2012 toczył się proces administracyjnosądowy, zapoczątkowany przez mieszkańców niezadowolonych z proponowanego przebiegu obwodnicy. Rozpatrywano siedem wariantów trasy.
Po usunięciu przeszkód prawnych budowę tego odcinka drogi ekspresowej S19 ujęto w Programie Budowy Dróg Krajowych w ramach perspektywy finansowej Unii Europejskiej 2014–2020. Wartość inwestycji wyniosła ok. 620 mln złotych. 29 października 2014 GDDKiA w Lublinie wybrała ofertę na budowę. Prace budowlane rozpoczęto pod koniec 2014. Odcinek oddano do użytku w 2016 roku.
W 2015 oceniano, że po wybudowaniu tego odcinka znacznie zmniejszy się natężenie ruchu w Lublinie. Czas potrzebny na przejazd od strony Rzeszowa w stronę Białegostoku zostanie skrócony z godziny do ok. 10 minut.

### Nazwy robocze węzłów
W fazie projektowania drogi nadano węzłom nazwy robocze, zmienione w lutym 2013:
- węzeł „Lublin Węglin” nosił nazwę roboczą „Konopnica”,
- węzeł „Lublin Szerokie” nosił nazwę roboczą „Płouszowice”,
- węzeł „Lublin Sławinek” nosił nazwę roboczą „Dąbrowica”,
- węzeł „Lublin Czechów” nosił nazwę roboczą „Jakubowice”,
- węzeł „Lublin Rudnik” nosił nazwę roboczą „Lubartów”,
- węzeł „Lublin Tatary” nosił nazwę roboczą „Włodawa”,
- węzeł „Lublin Zadębie” nosił nazwę roboczą „Mełgiewska”,
- węzeł „Lublin Felin” nosił nazwę roboczą „Witosa”.